# Dogfight (1991)
Dogfight ist ein US-amerikanisches Filmdrama von Nancy Savoca aus dem Jahr 1991.

## Handlung
Am 21. November 1963 (einen Tag vor dem Attentat auf John F. Kennedy) kommen Eddie Birdlace und seine Freunde von der Marine nach San Francisco. In 24 Stunden soll es nach Vietnam gehen.
Um vor ihrer Abfahrt noch einmal gemeinsam richtig zu feiern, organisieren sie einen so genannten „Dogfight“. Bei dieser Party versuchen alle, eine möglichst hässliche Begleitung mitzubringen. Derjenige mit der hässlichsten Begleitung gewinnt nicht nur das Ansehen seiner Kameraden, sondern auch eine Stange Geld.
In einem Café trifft Birdlace auf Rose. Er lädt sie ein, mit ihm zur Party zu gehen. Kurz bevor sie reingehen, überlegt Birdlace es sich doch noch einmal anders. Er mag Rose gerne und möchte sie daher doch nicht der Jury der Party aussetzen. Allerdings kann er Rose nicht deutlich machen, warum er auf einmal nicht mehr an der Party interessiert ist, und so gehen beide hinein. Auf der Party erfährt Rose schließlich von einem anderen Mädchen den eigentlichen Zweck des „Dogfights“. Entsetzt rennt sie zu Birdlace und schlägt ihm vor aller Augen ins Gesicht. Danach verlässt sie die Party.
Birdlace tut das Ganze sehr leid. Um sich zu entschuldigen, wirft er Steinchen an Rose’ Fenster. Rose öffnet ihm und nimmt seine Entschuldigung an. Die beiden erleben einen wunderschönen Abend miteinander und kommen sich näher. Am nächsten Morgen zieht Birdlace in den Krieg.
Jahre später kehrt er allein nach San Francisco zurück. Seine Freunde hat er alle im Krieg verloren und die Welt hat sich verändert. Birdlace macht sich auf die Suche nach Rose. Diese hat inzwischen das Café von ihrer Mutter übernommen. Als die beiden sich im Café wiedersehen, fallen sie einander in die Arme.

## Hintergrund
Dogfight wurde 1991 in den Vereinigten Staaten, in San Francisco, Kalifornien gedreht. Nancy Savoca übernahm die Regie. Die Hauptdarsteller des Filmes sind Lili Taylor und River Phoenix. Dogfight wurde in mehreren Ländern, unter anderem in Deutschland und in den Vereinigten Staaten, auf DVD veröffentlicht.

## Kritik
Der Film wurde von Kritikern gelobt. Dustin Putman erklärte, dass der Film einer der süßesten, berührendsten Romanzen des Jahrzehnts sei. Die Redaktion des Kinomagazins Cinema beschrieb Dogfight als ein „leise[s], humorvolle[s] Melodram“ und einen „sensible[n] Liebesfilm ohne Kitschfaktor“.
Das Lexikon des internationalen Films urteilte, die Produktion sei ein „atmosphärisch stimmungsvolles Melodram mit überzeugenden Darstellern“.

## Musical
Benj Pasek und Justin Paul schufen 2012 eine gleichnamige Musical-Adaption des Filmes. Das Musical premierte im Juni 2012 im Second Stage Theatre in New York.